# Andrés García Robledo
Andrés García Robledo (Valencia, 7 febbraio 2003) è un calciatore spagnolo, difensore dell'Aston Villa.

## Caratteristiche tecniche
È un terzino destro.

## Carriera
È cresciuto nel settore giovanile del Levante ed ha iniziato la sua carriera calcistica nella stagione 2022-2023 con la squadra B in Segunda Federación. Ha fatto il suo esordio in prima squadra il 3 gennaio 2023 nell'incontro di Coppa del Re vinto 3-2 contro il Getafe ed il 29 aprile seguente ha esordito anche in Segunda División contro l'Alavés.
Promosso stabilmente in prima squadra a partire dalla stagione successiva, nella seconda metà di stagione ha iniziato a giocare con costanza dal primo minuto ed il 26 maggio 2024 ha segnato il suo primo gol nel pareggio per 2-2 contro l'Alcorcón.

## Statistiche

### Presenze e reti nei club
Statistiche aggiornate all'8 gennaio 2025.
| Stagione        | Squadra         | Campionato      | Campionato | Campionato | Coppe nazionali | Coppe nazionali | Coppe nazionali | Coppe continentali | Coppe continentali | Coppe continentali | Altre coppe | Altre coppe | Altre coppe | Totale | Totale | Totale |
| Stagione        | Squadra         | Comp            | Pres       | Reti       | Comp            | Pres            | Reti            | Comp               | Pres               | Reti               | Comp        | Pres        | Reti        | Pres   | Reti   |        |
| --------------- | --------------- | --------------- | ---------- | ---------- | --------------- | --------------- | --------------- | ------------------ | ------------------ | ------------------ | ----------- | ----------- | ----------- | ------ | ------ | ------ |
| 2022-2023       | Levante B       | SF              | 31         | 1          | -               | -               | -               | -                  | -                  | -                  | -           | -           | -           | 31     | 1      |        |
| 2022-2023       | Levante         | SD              | 1          | 0          | CR              | 2               | 0               | -                  | -                  | -                  | -           | -           | -           | 3      | 0      |        |
| 2023-2024       | Levante         | SD              | 24         | 1          | CR              | 0               | 0               | -                  | -                  | -                  | -           | -           | -           | 24     | 1      |        |
| ago.- dic.2024  | Levante         | SD              | 22         | 3          | CR              | 1               | 0               | -                  | -                  | -                  | -           | -           | -           | 23     | 3      |        |
| Totale Levante  | Totale Levante  | Totale Levante  | 47         | 4          |                 | 3               | 0               |                    | -                  | -                  |             | -           | -           | 50     | 4      |        |
| gen.-giu. 2025  | Aston Villa     | PL              | 6          | 0          | FACup+CdL       | 3+0             | 0+0             | UCL                | 0                  | 0                  | -           | -           | -           | 9      | 0      |        |
| Totale carriera | Totale carriera | Totale carriera | 84         | 5          |                 | 6               | 0               |                    | -                  | -                  |             | -           | -           | 90     | 5      |        |